# Куккаро-Монферрато
Куккаро-Монферрато (італ. Cuccaro Monferrato, п'єм. Cucri) — муніципалітет в Італії, у регіоні П'ємонт,  провінція Алессандрія.
Куккаро-Монферрато розташоване на відстані близько 480 км на північний захід від Рима, 65 км на схід від Турина, 16 км на північний захід від Алессандрії.
Населення — 339 осіб (2014).
Щорічний фестиваль відбувається 9 лютого. Покровитель — Sant'Apollonia.

## Демографія
Населення за роками:

Станом на 31 грудня 2014 року в муніципалітеті офіційно проживало 13 іноземців з 5 країн, серед них 10 громадян країн Євросоюзу та 1 громадянин України.

## Сусідні муніципалітети
- Каманья-Монферрато
- Фубіне
- Лу
- Куарньєнто
- Віньяле-Монферрато